# 因加里农村居民点
因加里农村居民点（俄语：Ингарское сельское поселение）是俄罗斯联邦伊万诺沃州普里沃尔日斯克区所属的一个农村居民点。其下辖有34个居民点，行政中心为因加里。据2016年统计，该农村居民点的人口为3172人。